# 多重人格 multipheno
『多重人格 multipheno』（たじゅうじんかく マルチフェノ）は、緒方恵美の3枚目のアルバム。1996年10月28日にポリグラムから発売された。

## 概要
- ポリグラム移籍後初のアルバム。
- 作詞をほとんど緒方が手掛けている（うち1曲は作詞・作曲）。
- 7曲目「lost paradise」は緒方が出演していたアニメ「新世紀エヴァンゲリオン」の主題歌を歌っていた高橋洋子とのデュエット曲、11曲目は「RUN」は同じく緒方が出演していたアニメ「魔法騎士レイアース」のキャラクターソングをボーナストラックとして収録した楽曲。
- シングル「風の墓標」、シングル「傷つかない愛はいらない」のカップリング「Drive on the Milkyway」、先行してリリースされたシングル「ワインレッドの心」（安全地帯のカバー曲）は未収録である。

## 収録曲
| 全編曲: 松尾早人。 |                                             |           |                   |       |
| #                  | タイトル                                    | 作詞      | 作曲              | 時間  |
| 1.                 | 「紅い河」                                  | 緒方恵美  | 松尾早人          | 4:34  |
| 2.                 | 「闇の扉」                                  | 緒方恵美  | 松尾早人          | 4:58  |
| 3.                 | 「カミング・アウト」                        | 緒方恵美  | 松尾早人          | 4:08  |
| 4.                 | 「holy night」                              | 緒方恵美  | 松尾早人          | 4:53  |
| 5.                 | 「傷つかない愛はいらない（album version）」 | 田村直美  | 田村直美 石川寛門 | 4:15  |
| 6.                 | 「落葉の手紙（album version）」             | 緒方恵美  | 松尾早人          | 5:25  |
| 7.                 | 「lost paradise（duet with 高橋洋子）」     | 緒方恵美  | 松尾早人          | 4:33  |
| 8.                 | 「アンバランスでいこう」                    | 緒方恵美  | 松尾早人          | 6:06  |
| 9.                 | 「"Dear, my angel"」                        | 緒方恵美  | 松尾早人          | 4:27  |
| 10.                | 「never, Neverland」                        | 緒方恵美  | 松尾早人          | 4:01  |
| 11.                | 「RUN（remix version）」                    | 大川七瀬  | 松尾早人          | 4:55  |
| 合計時間:          | 合計時間:                                   | 合計時間: | 合計時間:         | 52:15 |